# 켈스
주식회사 켈스(영어: Calth)는 대한민국의 체외진단 의료기기 기업이다.

## 주요 제품
HIV1/2, HCV, HBsAg 등 4등급 체외진단용 면역진단 의료기기